# Assemblea consultiva del popolo
L'Assemblea consultiva del popolo (in indonesiano: Majelis Permusyawaratan Rakyat Republik Indonesia) è il parlamento bicamerale dell'Indonesia. 
Essa è composta di due rami: una camera bassa, la Camera dei rappresentanti del popolo (Dewan Perwakilan Rakyat Republik Indonesia), e una camera alta, il Consiglio di rappresentanza regionale della Repubblica dell'Indonesia (Dewan Perwakilan Daerah Republik Indonesia).